# 早出川橋梁
早出川橋梁（はやでがわきょうりょう）は、新潟県五泉市の早出川に架かる東日本旅客鉄道（JR東日本）磐越西線の鉄道橋である。

## 概要
信越本線・支線（現・磐越西線）の建設工事に伴って1910年（明治43年）に完成した。猿和田駅 - 五泉駅間の阿賀野川水系である早出川に架かる全長252mの橋梁である（外部リンク参照）。
橋桁・橋脚ともに、明治時代の開通当初からの原型を今なお留めている。

## 構造
単線上路プレートガーダー11連の形式である。橋脚は切石積である。

## 周辺
- 新潟県道436号猿和田五泉線
- 太川橋
- 国道290号
- 五泉市立五泉東小学校

## その他
2016年に「磐越西線鉄道施設群」の一部として、土木学会選奨土木遺産に選ばれる。
本橋梁の早出川上流・下流側とも、鉄道ファンやカメラマンの有名撮影ポイントとなっている。夏場には夕陽を浴びた「SLばんえつ物語」などの列車を撮影することができる。
また、早出川は清流の川であり、夏には本橋梁付近にて水遊びをする家族連れで大変賑わいし、秋には川辺で芋煮会（バーベキュー）を楽しむ家族連れが多く、「SLばんえつ物語」通過時には手を振り合う光景を見かける。